# Weston (Iowa)
Weston es un lugar designado por el censo ubicado en el condado de Pottawattamie en el estado estadounidense de Iowa. En el Censo de 2010 tenía una población de 92 habitantes y una densidad poblacional de 86,85 personas por km².

## Geografía
Weston se encuentra ubicado en las coordenadas 41°20′32″N 95°44′42″O / 41.34222, -95.74500. Según la Oficina del Censo de los Estados Unidos, Weston tiene una superficie total de 1.06 km², de la cual 1.06 km² corresponden a tierra firme y (0%) 0 km² es agua.

## Demografía
Según el censo de 2010, había 92 personas residiendo en Weston. La densidad de población era de 86,85 hab./km². De los 92 habitantes, Weston estaba compuesto por el 100% blancos, el 0% eran afroamericanos, el 0% eran amerindios, el 0% eran asiáticos, el 0% eran isleños del Pacífico, el 0% eran de otras razas y el 0% pertenecían a dos o más razas. Del total de la población el 5.43% eran hispanos o latinos de cualquier raza.